# مركز الأمير سلطان لطب وجراحة القلب في القصيم
مركز الأمير سلطان لطب وجراحة القلب في القصيم، هو أول مركز طبي متخصص في طب وجراحة القلب للكبار والأطفال في منطقة القصيم، أنشئ بدعم مالي من الأمير سلطان بن عبد العزيز، ويشرف عليه الدكتور عبد الرحمن بن عبد العزيز المسند.
من مميزات هذا الصرح الطبي أنه يتمتع بتكنولوجيا طبية وكوادر على قدر من الكفاءة. يتم تشغيله ضمن برنامج التشغيل الذاتي وبإشراف مباشر من وزارة الصحة ممثلة بالمديرية العامة للشؤون الصحية في منطقة القصيم. وتبلغ الطاقة الاستيعابية للمركز خمسين (50) سريراً.

## النشأة والتأسيس
وضع حجر الأساس للمركز من قِبل الأمير سلطان بن عبد العزيز بتاريخ 7 شوال 1422 هـ الموافق 28 سبتمبر 2001. وكان الافتتاح الرسمي له في 19 رجب 1424 هـ الموافق 16 سبتمبر 2003. حيث قدم خدماته العلاجية لسكان منطقة القصيم وماجاورها، أدى ذلك إلى التخفيف من معاناة مرضى القلب وذويهم في تكبد مشقة السفر مسافات طويلة للعلاج في مراكز متخصصة خارج المنطقة.

## أقسام المركز الطبية
يتكون المركز من 15 قسم طبي، وهي كالتالي:
- قسطرة القلب.
- جراحة القلب لدى الكبار.
- جراحة القلب لدى الأطفال.
- العناية المركزة للقلب.
- العناية المركزة لجراحة القلب.
- إجراءات اليوم الواحد.
- أمراض القلب لدى الكبار.
- الإجراءات التشخيصية الغير تداخلية.
- الشؤون العلاجية.
- خدمات التمريض.
- إدارة الأسرة.
- الجودة النوعية.
- العيادات الخارجية.
- مكافحة العدوى.